# Ernst Menne
Ernst Menne (* 24. Februar 1869 in Köln; † 3. September 1927 in Kreuztal) war ein deutscher Hochofenfachmann und Chemiker.
Menne studierte in Berlin und wurde bei Emil Fischer zum Thema Pseudoharnstoffe promoviert. Er gilt als Erfinder des Sauerstoffschmelzverfahrens und Wegbereiter der Autogentechnik.
In Siegen trägt mit dem Ernst-Menne-Weg eine Straße seinen Namen. Im Stadtteil Weidenau befindet sich das von Adolf Saenger erschaffene Dr.-Ernst-Menne-Denkmal im dortigen Siegerlandzentrum.